# Campo Deportivo
Campo Deportivo fue una revista deportiva editada en Chile por la empresa La Ilustración. Su contenido era especializado en deportes. Fue una de la primera revistas de deportes que circularon en la capital.
Su período de publicación fue muy breve, solo extendiéndose por 3 meses entre el 1 de diciembre de 1922 y 17 de febrero de 1923, alcanzando un total de 10 números